# غصين
الغُصًين في علم النبات هو ساق نباتية فرعية تحمل براعم خضرية أو زهرية.

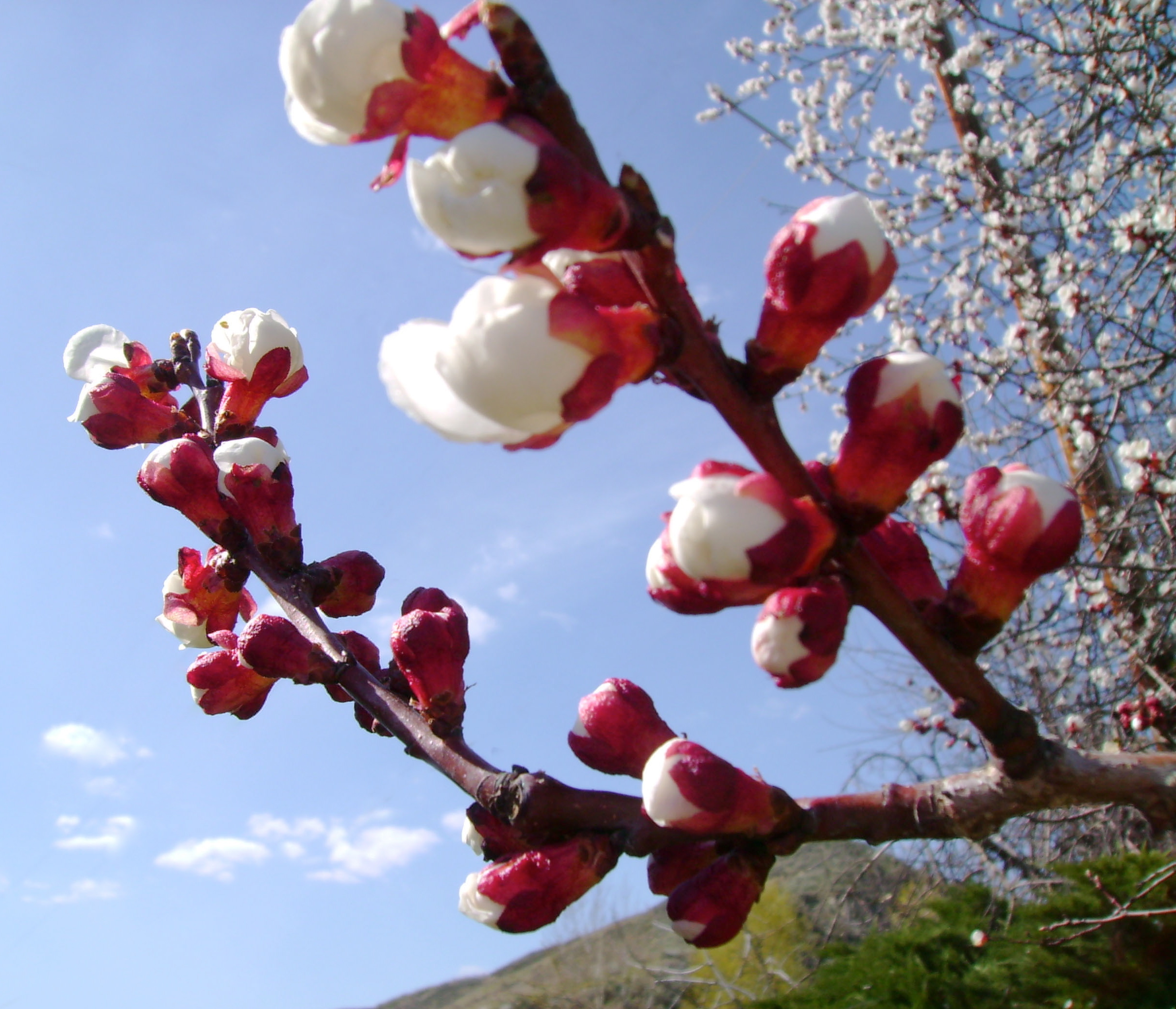
غصين دراق محمل بالأزهار